# روبرت یانوفسکی
روبرت یانوفسکی (لهستانی: Robert Janowski؛ زادهٔ ۲۲ مارس ۱۹۶۱)  دامپزشک، خواننده، بازیگر، مجری تلویزیون و روزنامه‌نگار اهل لهستان است.
از فیلم‌ها یا مجموعه‌های تلویزیونی که وی در آن‌ها نقش داشته است، می‌توان به در خوشی و سختی، در خیابان سپولنی، حالا یا هرگز! و آنکه هرگز نزیست اشاره نمود.